# 瑰丽蜂鸟
，是雨燕目蜂鸟科的一种鸟类。
瑰丽蜂鸟体重约3.3克，翼长约39.3毫米，嘴峰长约23.5毫米，喙宽度约1.6毫米，喙厚度约1.6毫米，跗蹠长约4.1毫米，尾长约27.2毫米。瑰丽蜂鸟在其分布区内为留鸟，其栖息在半开放的灌木丛中，食性为草食性，主要食物来源是植物的花蜜。
瑰丽蜂鸟分布于美国西南部和墨西哥北部的干旱山区；越冬于墨西哥南部。该物种是单型物种，没有亚种分化。